# Ca l'Ordis
Ca l'Ordis és una masia de Porqueres (Pla de l'Estany) inclosa a l'Inventari del Patrimoni Arquitectònic de Catalunya.

## Descripció
Mas format per diverses construccions ubicades al voltant d'un pati. La casa principal és un edifici de grans dimensions d'estructura rectangular que consta de planta baixa, pis i golfes. Té coberta a dues aigües. La resta dels edificis, dependències utilitzades pels treballs agrícoles i pallers, tenen una coberta a una vessant.
A la façana de la casa pairal trobem una sèrie d'obertures disposades anàrquicament, entre les quals destaca una d'impostes convexes i llinda de pedra profusament decorada; en la cara interna de les impostes hi ha dos mascarons enfrontats i, en la llinda, un arc conopial en degradació i dues flors. La resta d'obertures són rectangulars o amb les impostes convexes.
En la façana posterior, hi ha una terrassa sostinguda per dos arcs adovellats. Dessota hi ha les restes del que podria ser un forn, a més d'un pou i una porta d'arc rebaixat.
El parament del mur és a base de pedra petita i irregular, a excepció dels blocs de pedra que emmarquen portes i finestres, els quals han estat ben escairats.

## Història
Les primeres notícies històriques que tenim de Ca l'Ordis, es remunten al segle X (979). El llinatge de la família Ordis s'inicia el 1251 amb Guillem d'Ordis de Cutzac, de la parròquia d'Usall. Al segle xviii, l'hereu de la família Pere Benet Ordis es va casar amb la pubilla Maria Angela Piferrer hereva del mas La Torre d'en Crespià, propietat on residí la família Ordis des d'aleshores.
Lloc de naixement del Advocat i Diputat provincial Pere Ordis Bonal. Pare de Miquel Ordis Pagès (Crespià l'any 1878) llicenciat en dret per la Universitat de Saragossa; va ser president de la Junta Agrícola de Banyoles, membre de la Cambra Agrícola de la província i president de la Diputació de Girona (1940-1941); es va casar el 26 d'octubre de 1911, a l'església de Maria Auxiliadora dels Salesians del Pont Major, amb Carmen Llach Satre, i foren els pares de Pere Ordis Llach, alcalde de Girona (1957-1966) i president de la diputació de Girona (1967-1972).